# Okres Berehovo
Okres Berehovo, též Berehovský rajón (ukrajinsky Берегівський район, Berehivskyj rajon) je správní jednotka na úrovni okresu v Zakarpatské oblasti na Ukrajině.
Okres o rozloze 1 460,2 km² se nachází v rovinaté oblasti u řek Tisa a Latorica podél hranice s Maďarskem. Centrem okresu je Berehovo. Okres má přibližně 210 tisíc obyvatel, kteří žijí v jednom ze 105 sídel v tomto okresu. Žije zde 68% Maďarů, 24% Ukrajinců a Rusínů, 3,4% Rusů.
Berehovský okres je nejteplejším okresem Zakarpatí a vyhlášený vinařstvím a termálními prameny.
V okresu Berehovo se nachází 10 územních společenství (hromad) s centry v těchto místech: Velká Behaň, Vylok, Vynohradiv, Baťovo, Pyjterfolvo, Korolevo, Velyki Berehy, Kamjanske, Berehovo a Koson.

## Historie
V minulosti patřil okres Rakousku-Uhersku, od jeho rozpadu v roce 1918 až do roku 1938 byl v rámci Podkarpatské Rusi součástí Československa. 
Ve dnech 6. až 11. října 1938 došlo jižně od Berehova ze strany maďarských ozbrojených skupin Szabadcsapatok a Rongyos Gárda k ozbrojenému vojenskému přepadu území Česko-Slovenska s cílem obsadit pohraniční oblast včetně míst Berehovo a Mukačevo.
Ve dnech 5. až 10. listopadu 1938  byl okres na základě první vídeňské arbitráže postoupen Maďarskému království.V roce 1944 byl spolu s dalším územím Podkarpatské Rusi na základě zfalšovaného referenda pod dohledem sovětských vojsk připojen k Ukrajinské SSR.
Po administrativně-teritoriální reformě v červenci 2020 se připojením části okresu Iršava a celého okresu Vynohradiv rozloha okresu zvýšila z 635 km² na 1 460,2 km² a počet obyvatel vzrostl na téměř 210 tisíc.

## Doprava
Okresem prochází hlavní železniční trati Lvov – Stryj – Čop a jednokolejná železniční trať Baťovo – Korolevo. Vzhledem k blízkosti hranic mají obě tratě smíšený rozchod kolejí. Na trať Baťovo – Korolevo je napojena jedna z větví úzkokolejné (rozchod 750 mm) Boržavské hospodářské dráhy (ukrajinsky Боржавська вузькоколійна залізниця).